# ۱۶۳۸ (میلادی)
۱۶۳۸ (میلادی) هزار و ششصد و سی و هشتمین سال تقویم میلادی است.

## رویدادها

### ژانویه–ژوئن
- ۲۸ فوریه – میثاق ملی در ادینبرای اسکاتلند به امضا رسید.
- ۳ مارس – نبرد رنفلدان: ارتشی از مزدوران به فرماندهی برنارد ساکس-وایمار که برای فرانسه می‌جنگیدند، نیروهای امپراتوری را شکست دادند.
- ۵ مارس – جنگ سی‌ساله: پیمان هامبورگ میان فرانسه و سوئد امضا شد.
- ۲۲ مارس – آن هاچینسون به جرم هرطقه از مستعمره خلیج ماساچوست اخراج شد و به رود آیلند رفت.
- مهاجران سوئدی سوار بر کشتی‌های کالمر نیکل و فوگل گریپ به سواحل آمریکا رسیدند و با بنیانگذاری مستعمرهٔ سوئد نو در دلاور، استعمار سوئد در آمریکا را آغاز کردند.
- ۳ آوریل – جان ویلرایت پس از اخراج شدن از بوستون، اکسیتر، نیوهمپشایر را بنیان نهاد.
- ۱۵ آوریل – نیروهای شوگون‌سالاری توکوگاوا آخرین بازماندگان شورش شیمابارا را در قلعه هارا شکست دادند.
- ۱۳ مه – ساخت لال قلعه در دهلی برای شاه جهان، پادشاه مغول، که در حال انتقال پایتخت خود از آگره به دهلی بود، آغاز شد.
- ۲۳ مه – پیمان کندی میان سینهالا، رایاسینهای دوم و هلندی‌ها، و با هدف رهاسازی سیلان از دست پرتغالی‌ها به امضا رسید.
- ۲۰ ژوئن – جنگ هشتادساله – نبر کالو: سربازان اسپانیایی تحت فرمان فردیناند اتریش ارتش بسیار بزرگتری از هلندی‌ها را در نزدیکی آنتورپ شکست دادند.
- ۲۷ ژوئن – پدرسالار سیریل از قسطنطنیه به جرم خیانت بزرگ، از مقام خود عزل شد و به دستور مراد چهارم، سلطان عثمانی، توسط ینی‌چری‌ها خفه شد به دریا انداخته‌شد.

### ژوئیه–دسامبر
- ۲۱ سپتامبر – پیمان هارتفورد جهت پایان دادن به جنگ پکوت میان استعمارگران بریتانیایی در آمریکا و پکوت‌ها، به امضا رسید.
- سپتامبر – جان اسپافورد سوار بر کشتی جان آو لندن به بندر بوستون رسید و یکی از نخستین کسانی بود که رولی در شهرستان اسکس، ماساچوست را پایه‌گذاری کرد.
- ۲۱ اکتبر – توفان تندری بزرگ، وایدکام این د مور در انگلستان را در هم کوبید.
- نوامبر – دستور ساخت و ساز ابتدایی کلیسای اسکاتلند در گلاسگو توسط چارلز یکم انگلستان صادر شد.
- ۱۸ دسامبر – پس از مرگ فرانسیس لیکلور دو ترمبلی، کاردینال مازارن به عنوان اولین مشاور کاردینال ریشلیو منصوب شد.

### تاریخ ناشناخته
- متحدان اسکاتلندی در قلعه موشالس گرد هم آمدند تا پاسخی برای اسقف ابردین بیابند.
- پدرو تیشیرا اولین پیمایش صعودی رود آمازون را از دهانهٔ رود به سمت کیتو، اکوادور به انجام رساند. (در سال ۱۵۴۱ همین پیمایش در مسیر مخالف انجام گرفته‌بود)
- ویلم کیفت، بازرگان هلندی، توسط شرکت دوش وست ایندیا به سمت اداره‌کنندهٔ نیو آمستردام منصوب شد.
- هلند موریس را به استعمار خود درآورد.
- هلندی‌ها در سیلان مستقر شدند.
- سرویس پستی فنلاند با نام سومن پستی تأسیس شد.
- نیوهیون، اولین شهر از پیش طراحی شده در آمریکا، تأسیس شد.
- سلطان مراد چهارم بغداد را تصرف کرد.
- شاه جهان، امپراتور مغول، به همراه پسرانش قندهار تصرف کرد و آن را از سلطهٔ صفویان خارج کرد.

## زادگان

### ژانویه–مارس
- ۱ ژانویه
  - آنتونت دو لیجیر دو لا گار دشولیرس، نویسندهٔ فرانسوی (د. ۱۶۹۴)
  - امپراتور گو-سای ژاپن (د. ۱۶۸۵)
  - نیلز ستی‌اینسن پیشگام دانمارکی در زمینهٔ کالبدشناسی و زمین‌شناسی، اسقف (د. ۱۶۸۶)
- ۷ ژانویه
  - فیلیپو بونانی، پژوهشگر ژزوئیت ایتالیایی (د. ۱۷۲۳)
  - ماری الیزابت برانسویک-ولفلبوتل، نجیب‌زادهٔ آلمانی (د. ۱۶۸۷)
- ۸ ژانویه – الیزابتا سیرانی، نقاش ایتالیایی (د. ۱۶۶۵)
- ۱۲ ژانویه – ارنست ردیفر فون استارمبرگ، سپهبد اتریشی (د. ۱۷۰۱)
- ۲۰ ژانویه – سر ویلیام گلین، بارونت اول، سیاستمدار انگلیسی (د. ۱۶۹۰)
- ۲۱ ژانویه
  - دیوید الیاس هایدن رایش، شاعر، نمایشنامه‌نویس، ترانه‌سرای اپرا و مترجم آلمانی (د. ۱۶۸۸)
  - بیاتا رزنهان، نویسندهٔ سوئدی (د. ۱۶۷۴)
- ۱۳ فوریه – فردریک، دوک مکلنبورگ-گرابو، نجیب‌زادهٔ آلمانی، دوک افتخاری مکلنبورگ (د. ۱۶۸۸)
- ۱۵ فوریه – زیب‌النسا: شاعر سبک هندی در ادبیات فارسی.
- ۱۸ فوریه – ایکتا سوناماسا، دایمیوی ژاپنی، فرمانروای قلمروی اوکایاما (د. ۱۷۱۴)
- ۲۵ فوریه – یورگن آیونسن دیپل، فرماندار هند غربی دانمارک (د. ۱۶۸۸)
- ۲۸ فوریه – جان کارمایکل، ارل اول هایندفورد، نجیب‌زادهٔ اسکاتلندی (د. ۱۷۱۰)
- ۶ مارس
  - هنری کاپل، بارون کاپل اول تیوکسبری، اولین لرد نیروی دریایی بریتانیا (د. ۱۶۹۶)
  - استاتز فردریش فون فولن، نجیب‌زادهٔ متولد آلمان، گهایمرات جنگ در لهستان (د. ۱۷۰۳)
- ۱۰ مارس – جان وسی، اسقف اعظم ایرلندی (د. ۱۷۱۶)
- ۱۴ مارس – یوهان گورگ گیچتل، عارف و رهبر مذهبی آلمانی، منتقد آئین لوتری (د. ۱۷۱۰)
- ۱۵ مارس – امپراتور شون‌ژی چین (د. ۱۶۶۱)
- ۱۶ مارس – فرانسوا کریپیل، مبلغ ژزوئیت در کانادا (د. ۱۷۰۲)
- ۲۸ مارس – فردریک رویش، کالبدشناس و فیزیک‌دان هلندی (د. ۱۷۳۱)

### آوریل–ژوئن
- ۲ آوریل
  - سر هنری بیومونت، بارونت دوم، سیاستمدار انگلیسی (د. ۱۶۸۹)
  - جان کاول، روحانی و دانشمند انگلیسی، رئیس کالج مسیح دانشگاه کمبریج (د. ۱۷۲۲)
- ۹ مه – گرگوریو واسکز د آرکه کبالوس، نقاش کلمبیایی (د. ۱۷۱۱)
- ۱۱ مه – گای کرسنت فاگون، فیزیک‌دان و گیاه‌شناس فرانسوی (د. ۱۷۱۸)
- ۱۲ مه – پدرو آتاناسیو بوکانگرا، هنرمند اسپانیایی (د. ۱۶۸۸)
- ۱۳ مه – ریچارد سایمون، منتقد کتاب انجیل اهل فرانسه (د. ۱۷۱۲)
- ۲۹ مه – جان منرز، دوک اول راتلند، نجیب‌زاده و سیاستمدار انگلیسی (د. ۱۷۱۱)
- ۲ ژوئن – هنری هاید، ارل دوم کلارندون، نجیب‌زادهٔ انگلیسی (د. ۱۷۰۹)
- ۳ ژوئن – توماس اسمیت، پژوهشگر انگلیسی (د. ۱۷۱۰)
- ۸ ژوئن – پیر ماگنول، گیاه‌شناس فرانسوی (د. ۱۷۱۵)
- ۲۱ ژوئن – سر ویلیام رابرتز، بارونت اول، سیاستمدار انگلیسی (د. ۱۶۸۸)
- ۲۳ ژوئن – کرستین ایزابت، پرنسس شلسویگ-هولشتاین-سوندربورگ، نجیب‌زادهٔ آلمانی (د. ۱۶۷۹)
- ۲۷ ژوئن – ساموئل فریشینگ، سرباز و سیاستمدار اهل برن (د. ۱۷۲۱)
- ۲۸ ژوئن – لوییس ماری دو لاگرانژ د آرکین، نجیب‌زادهٔ فرانسوی (د. ۱۷۲۸)
- ۲۹ ژوئن – هاینریش می‌بوم، پژوهشگر و فیزیکدان آلمانی (د. ۱۷۰۰)

### ژوئیه–سپتامبر
- ۱۰ ژوئیه – دیوید تنیرس ۳، نقاش اهل فلاندر (د. ۱۶۸۵)
- ۱۱ ژوئیه – الیمپیا مانچینی، درباری اهل فرانسه (د. ۱۷۰۸)
- ۱۵ ژوئیه – جیووانی بوناونتورا ویویانی، آهنگساز ایتالیایی (د. ۱۶۹۳)
- ۲۰ ژوئیه – اولریک فردریک گیلدنلوو، ژنرال رهبر اتریشی در جنگ اسکونه (د. ۱۷۰۴)
- ۲۵ ژوئیه – کریستوبال سنت کاترین، کشیش کاتولیک اسپانیایی (د. ۱۶۹۰)
- ۳ اوت – ویلیام لوییس، شاهزادهٔ آنهالت-کوتن (۱۶۵۰–۱۶۶۵) (د. ۱۶۶۵)
- ۶ اوت – نیکولا مالبرانش، فیلسوف اهل فرانسه (د. ۱۷۱۵)
- ۷ اوت – جان تفتان، ارل چهارم تانت، سیاستمدار انگلیسی (د. ۱۶۸۰)
- ۱۳ اوت – دورگاداس راتور، فرمانروای هندی (د. ۱۷۱۸)
- ۱۵ اوت – پیتر دو گراف، نجیب‌زاده و سیاستمدار هلندی (د. ۱۷۰۷)
- ۲۲ اوت – جورج کریستوف ایمارت، سنگ‌تراش اهل آلمان (د. ۱۷۰۵)
- ۵ سپتامبر – لوئی چهاردهم، پادشاه فرانسه از سال ۱۶۴۳ تا زمان مرگ (د. ۱۷۱۵)
- ۱۰ سپتامبر – ماریا ترزا، ملکهٔ فرانسه و همسر لوئی چهاردهم (د. ۱۶۸۳)
- ۱۹ سپتامبر – آیزاک میلز، وزیر انگلیسی (د. ۱۷۲۰)
- ۲۰ سپتامبر – آنتونیو گراردی، نقاش ایتالیایی (د. ۱۷۰۲)
- ۲۱ سپتامبر – فیلیپ دو کورسیون، نویسنده و افسر فرانسوی (د. ۱۷۲۰)
- ۳۰ سپتامبر – مکسیمیلیان فیلیپ هایرونیموس، دوک باواریا-لویشتنبرگ، نجیب‌زادهٔ آلمانی (د. ۱۷۰۵)

### اکتبر–دسامبر
- ۷ اکتبر – میگوئل جرونیمو دو مولینا، اسقف اعظم اسپانیایی، اسقف مالت و سپس لریدا در کاتالونیا (د. ۱۶۹۸)
- ۱۴ اکتبر – برنارد دوم، دوک ساکس-ینا، نجیب‌زادهٔ آلمانی (د. ۱۶۷۸)
- ۱۷ اکتبر – جان کارلز، کنت پالتین گلن‌هاوزن، (۱۶۵۴–۱۷۰۴) (د. ۱۷۰۴)
- ۲۱ اکتبر – لوسیا وایبرانتس، هنرمند هلندی (د. ۱۷۱۹)
- ۳۱ اکتبر – میندرت هوبما، نقاش هلندی (د. ۱۷۰۹)
- ۴ نوامبر – نونو آلوارز پریرا دو ملو، دوک اول کاداوال، نجیب‌زاده و سیاستمدار پرتغالی (د. ۱۷۲۵)
- ۸ نوامبر – آنتون فن دیل، وزیر هلندی (د. ۱۷۰۸)
- ۲۲ نوامبر – کریستوف سلاریوس، پژوهشگر سنتی آلمانی (د. ۱۷۰۷)
- ۲۵ نوامبر – کاترین براگانسا، ملکهٔ انگلیسی، همسر چارلز دوم انگلستان (د. ۱۷۰۵)
- ۳۰ نوامبر – یوآخیم فلر، پروفسور آلمانی در دانشگاه لایپزیگ (د. ۱۶۹۱)
- ۲۴ دسامبر – توماس دو لا سردا، مارکیس سوم لا لاگونا، نجیب‌زادهٔ اسپانیایی (د. ۱۶۹۲)
- ۲۵ دسامبر – میشل بیگن، از مقامات رژیم سابق فرانسه (د. ۱۷۱۰)

### تاریخ ناشناخته
- هانا آلن، نویسندهٔ بریتانیایی (د. ۱۶۶۸)

## درگذشتگان
- ۲۱ ژانویه – ایگناسیو دوناتی، آهنگساز ایتالیایی (ز. ۱۵۷۰)
- ۲۷ ژانویه – گونزالو دو سسپدس منسس، رمان‌نویس اسپانیایی (ز. ۱۵۸۵)
- ۲۶ فوریه – کلود گاسپارد باکه دو مزیریا، ریاضی‌دان اهل فرانسه (ز. ۱۵۸۱)
- ۲ مارس – ویلیام اسپرینگ پاکنهام، عضو پارلمان انگلستان (ز. ۱۵۸۸)
- ۲۲ مارس – یوهان، شاهزادهٔ هوهن‌تسولرن-زیگمارینگن (ز. ۱۵۷۸)
- ۱ آوریل – هنری لی، ارل دوم مارلبورو، سیاستمدار انگلیسی (ز. ۱۵۹۵)
- ۷ آوریل – شیمازو تاداتسونه، فرمانروای ژاپنی قلمروی ساتسوما (ز. ۱۵۷۶)
- ۱۳ آوریل – آنری ۲، دوک روآن، نویسنده و رهبر اوگنوی فرانسوی (ز. ۱۵۷۹)
- ۱۹ آوریل – جرمیاس درکسل، نویسنده و پروفسور دانش شیواسخنی ژزوئیت (ز. ۱۵۸۱)
- ۲۶ آوریل – مارگاریتا براهه، کنشگر سیاسی سوئدی (ز. ۱۵۶۴)
- ۶ مه
  - کورنلیوس جانسن، اسقف و اصلاح‌طلب مذهبی اهل فرانسه (ز. ۱۵۸۵)
  - گای سینگ، راجای پادشاهی ماروار (ز. ۱۵۹۵)
- ۹ مه – فردریک اول، لندگراف هسن-همبورگ (ز. ۱۵۸۵)
- ۲۷ مه – پیترو پائولو فلوریانی، معمار ایتالیایی (ز. ۱۵۸۵)
- ۲۵ ژوئن – خوآن پرز د مونتالبان، نویسندهٔ اسپانیایی (ز. ۱۶۰۲)
- ۲۷ ژوئیه – جان هشتم، کنت ناسائو-زیگن (ز. ۱۵۸۳)
- ۳۱ ژوئیه – سیبلا شوارز، شاعر آلمانی (ز. ۱۶۲۱)
- ۳ اوت – فیلیپ موریتز، کنت هاناو-مونتسنبرگ، نجیب‌زادهٔ آلمانی (ز. ۱۶۰۵)
- ۱۰ اوت – آنتون هنری، کنت شوارتسبورگ-زوندرزهاوزن (۱۵۸۶–۱۶۳۸) (ز. ۱۵۷۱)
- ۱۲ اوت – بالتازار ماراداس، کنت اسپانیایی (ز. ۱۵۶۰)
- ۱۳ اوت – کارولوس مولریوس هسپانیست هلندی (ز. ۱۶۰۱)
- ۲۷ اوت – جان هاسکینز، شاعر انگلیسی (ز. ۱۵۶۶)
- سپتامبر – کریستوفر بیسولدوس، حقوقدان آلمانی (ز. ۱۵۷۷)
- ۵ سپتامبر – دوروتی هاناو-مونتسنبرگ، نجیب‌زادهٔ آلمانی (ز. ۱۵۵۶)
- ۱۴ سپتامبر – جان هاروارد، الهی‌دان آمریکایی (ز. ۱۶۰۷)
- ۲۴ سپتامبر – جورج فردریش، مارگراف بادن-دورلاخ (۱۶۰۴–۱۶۲۲) (ز. ۱۵۷۳)
- ۴ اکتبر – فرانسیس هایسینت، دوک ساوی (ز. ۱۶۳۲)
- ۶ اکتبر – جاکوب درکس دو گراف، شهردار هلندی (ز. ۱۵۷۹)
- ۸ اکتبر – راجا ودیار ۲، پادشاه میسور (ز. ۱۶۱۲)
- ۱۴ اکتبر – گابریلو کیابررا، شاعر ایتالیایی (ز. ۱۵۵۲)
- ۲۳ اکتبر – جان ارنست، دوک ساکس-آیزناخ، دوک آلمانی (ز. ۱۵۶۶)
- ۲۸ اکتبر – رابرت پتره، بارون سوم پتره، بارون انگلیسی (ز. ۱۵۹۹)
- ۹ نوامبر – یوهان هاینریش آلستد، خداشناس آلمانی (ز. ۱۵۸۸)
- ۱۱ نوامبر – کورنلیس ون هارلم، نقاش هلندی (ز. ۱۵۶۲)
- ۱۶ نوامبر – ادوارد سسیل، ویسکونت اول ویمبلدون (ز. ۱۵۷۲)
- ۱۹ نوامبر – للیو بیسکیا، کاردینال کاتولیک ایتالیایی (ز. ۱۵۷۵)
- ۲۷ نوامبر
  - ردمپتوس آو د کراس، برادر غیر روحانی کرملی و شهید پرتغالی (ز. ۱۵۹۸)
  - دنیس آو د نیتیویتی، دریانورد و نقشه‌کش فرانسوی (ز. ۱۶۰۰)
- ۸ دسامبر – ایوان گوندولیچ، شاعر اهل کرواسی (ز. ۱۵۸۹)
- ۱۳ دسامبر – کاترین سوئد، کنتس پالتین کلبورگ (ز. ۱۵۸۴)
- ۱۷ دسامبر – فرانسوا لوکره دو ترامبله (ز. ۱۵۷۷)
- ۲۳ دسامبر – باربارا لونگی، نقاش ایتالیایی (ز. ۱۵۵۲)